# دهستان ناصریه
دهستان ناصریه، یکی از دهستان‌های بخش ناصریه شهرستان گنبکی در استان کرمان ایران است. مرکز این دهستان، روستای مهدی‌آباد اولیا است.

## جمعیت
بر پایه سرشماری عمومی نفوس و مسکن در سال ۱۳۹۵، جمعیت دهستان ناصریه برابر با ۴٬۴۲۶ نفر بوده است.